# Evansoseius macfarlanei
Evansoseius macfarlanei är en spindeldjursart som beskrevs av Sheals 1962. Evansoseius macfarlanei ingår i släktet Evansoseius och familjen Phytoseiidae. Inga underarter finns listade i Catalogue of Life.